# Coupe du monde de BMX 2005
Navigation
2004 2006
La Coupe du monde de BMX 2005 est la 3e édition de la coupe du monde de BMX. Elle s'est déroulée sur deux manches entre le 18 mai et le 9 septembre.

## Hommes

### Résultats
| # | Date          | Lieu     | Vainqueur       | Deuxième          | Troisième          | Leader du classement général |
| - | ------------- | -------- | --------------- | ----------------- | ------------------ | ---------------------------- |
| 1 | 18-19 mai     | Aigle    | Robert de Wilde | Cristian Becerine | Randy Stumpfhauser | Robert de Wilde              |
| 2 | 8-9 septembre | San José | Robert de Wilde | Luke Madill       | Kyle Bennett       | Robert de Wilde              |

### Classement général
| Pos | Coureur            | Pts |
| --- | ------------------ | --- |
| 1   | Robert de Wilde    | 32  |
| 2   | Randy Stumpfhauser | 26  |
| 3   | Cristian Becerine  | 18  |
| 4   | Luke Madill        | 15  |
| 5   | Kyle Bennett       | 14  |
| 6   | Jason Rogers       | 13  |
| 7   | Jason Richardson   | 13  |
| 8   | Roger Rinderknecht | 12  |
| 9   | Brandon Meadows    | 11  |
| 10  | Nathan Berkheimer  | 11  |